# Osvaldo Ardiles
Osvaldo 'Ossie' César Ardiles (Bell Ville, 1952. augusztus 3. –) labdarúgóedző, középpályás, a Tottenham Hotspur legendás játékosa, a Hírességek csarnokának tagja. Az argentin válogatott tagjaként világbajnokságot nyert 1978-ban.

## Pályafutása

### Játékosként
Ardiles fiatalon sok más híres játékoshoz hasonlóan az utcán rúgta a bőrt, testvérétől a "Pitón" (piton) becenevet kapta kígyószerű cselezései miatt. Profi pályafutását Argentínában kezdte az Instituto Atlético Central Córdoba csapatánál. Játszott még a Belgranónál és a Huracánnál. Az 1978-as világbajnokság után Angliába igazolt a Tottenham Hotspur-höz. Négy év után egy szezon erejéig kölcsönben játszott a francia PSG-nél, majd visszatért Angliába. Harmadik szezonjában a Tottenham-nél FA-kupát nyert a csapattal. A Tottenham-nél 1988-ig játszott, és a klub legendás játékosa lett. A Tottenham után a Blackburn Rovers-nél és a Swindon Town-nál játszott, majd a klub edzője lett.

## Sikerei, díjai

### Játékosként

#### Tottenham Hotspur
- FA-kupa – 1981, 1982
- UEFA-kupa – 1984

#### Argentína
- vb-győztes – 1978